# NGC 3314B
NGC 3314B is een elliptisch sterrenstelsel in het sterrenbeeld Waterslang. Het hemelobject ligt in de buurt van NGC 3314A.

## Synoniemen
- PGC 87327